# Ternate (stad)
Ternate är den största staden i den indonesiska provinsen Maluku Utara, och har cirka 230 000 invånare. Staden var huvudort för provinsen fram till 2010, då detta övergick till Sofifi. Ternate är belägen på den östra sidan av en ö med samma namn. Staden ligger vid foten av vulkanen Gamalama och Ternates fulla stadsgräns omfattar huvudön samt de mindre öarna utanför den norra kusten.
Förutom förvaltningsbyggnader, en stor hamn och en rad hotell finns det även några historiska byggnader som Sultanpalatset, byggt kring 1250, och fortet Benteng Oranye, byggt 1607, som var holländarnas högkvarter tills förvaltningen 1619 flyttade till Batavia (nuvarande Jakarta).
Söder om staden ligger flygplatsen Sultan Babullah Airport (flygplatskod TTE).